# Marolles-lès-Saint-Calais
Marolles-lès-Saint-Calais is een gemeente in het Franse departement Sarthe (regio Pays de la Loire) en telt 248 inwoners (1999). De plaats maakt deel uit van het arrondissement Mamers.

## Geografie
De oppervlakte van Marolles-lès-Saint-Calais bedraagt 12,0 km², de bevolkingsdichtheid is 20,7 inwoners per km².
De onderstaande kaart toont de ligging van Marolles-lès-Saint-Calais met de belangrijkste infrastructuur en aangrenzende gemeenten.

## Demografie
Onderstaande figuur toont het verloop van het inwonertal (bron: INSEE-tellingen).